# Václav Kubička
Václav Kubička (* 28. September 1939 in Písek; † 21. Januar 2005 in Rüsselsheim) war ein tschechoslowakischer Turner und Bundestrainer der deutschen Turner.

## Leben
Václav Kubička belegte bei den Olympischen Spielen 1964 mit der tschechoslowakischen Riege den sechsten Platz in der Mannschaftswertung. Vier Jahre später erreichte die Riege den vierten Platz in der Mannschaftswertung bei den Olympischen Spielen 1968. Kubička erreichte am Barren das Finale und belegte dort den sechsten Platz.
1968 verließ er nach den Olympischen Spielen in Mexiko-Stadt sein Heimatland Tschechoslowakei und wechselte in die Bundesrepublik Deutschland. Er war in den 1970er und 1980er Jahren in Frankfurt der Cheftrainer der deutschen Olympia-Riegen, u. a. auch die der Riege von 1972 in München, in Montréal 1976 und 1988 in Seoul.
Unter seiner Regie entwickelte Eberhard Gienger den nach ihm benannten Gienger-Salto. 
Kubička war mit der tschechischen Auswahlturnerin Jána Kubičková-Posnerová verheiratet. Er starb im Alter von 65 Jahren nach langer und schwerer Krankheit. Seine drei Söhne sind/waren erfolgreiche Trampolinturner.